# Tøsepiger
Tøsepiger er en dansk film fra 1996 med manuskript og instruktion af Vibeke Gad.
For mange af skuespillerne er det noget af det første de lavede

## Handling
Filmen handler om Maj-Britt og hendes veninde Christina. Maj-Brit har fået 2 duer som hun elsker højt. Hendes bror, Jonas driller Maj-Britt med duerne.
En dag kommer Christinas mor hjem og siger, at hun har købt 2 dueunger af Maj-Britts mor og far. Hun vil stege dem, nu da de får gæster.

## Medvirkende
- Stephanie Leon - Maj-Britt
- Laura Christensen - Christina
- Lars Simonsen - Michael - Maj-Britts far
- Pernille Højmark - Lene - Maj-Britts mor
- Paw Henriksen - Carl - Christinas storebror
- Stina Ekblad - Marianne - Christinas mor
- Jesper Christensen - Hans Jørgen - Christinas far
- Benedikte Hansen
- Gerz Feigenberg
- Peter Aude - Onkel Per - dueejer
- Torben Jensen - Dyrlæge
- Vigga Bro - Skoleinspektør
- Hannah Bjarnhof
- Sam Besekow
- Emil Thorup - Jonas - Maj-Britts bror
- Brian Nielsen